# Pulli (Sauga)
Pulli – wieś w Estonii, w prowincji Parnawa, w gminie Sauga.